# Bradascou
Bradascou – rzeka we Francji, przepływająca przez tereny departamentów Corrèze oraz Haute-Vienne, o długości 33 km. Stanowi prawy dopływ rzeki Vézère.